# شینکای (رتبه الهی)

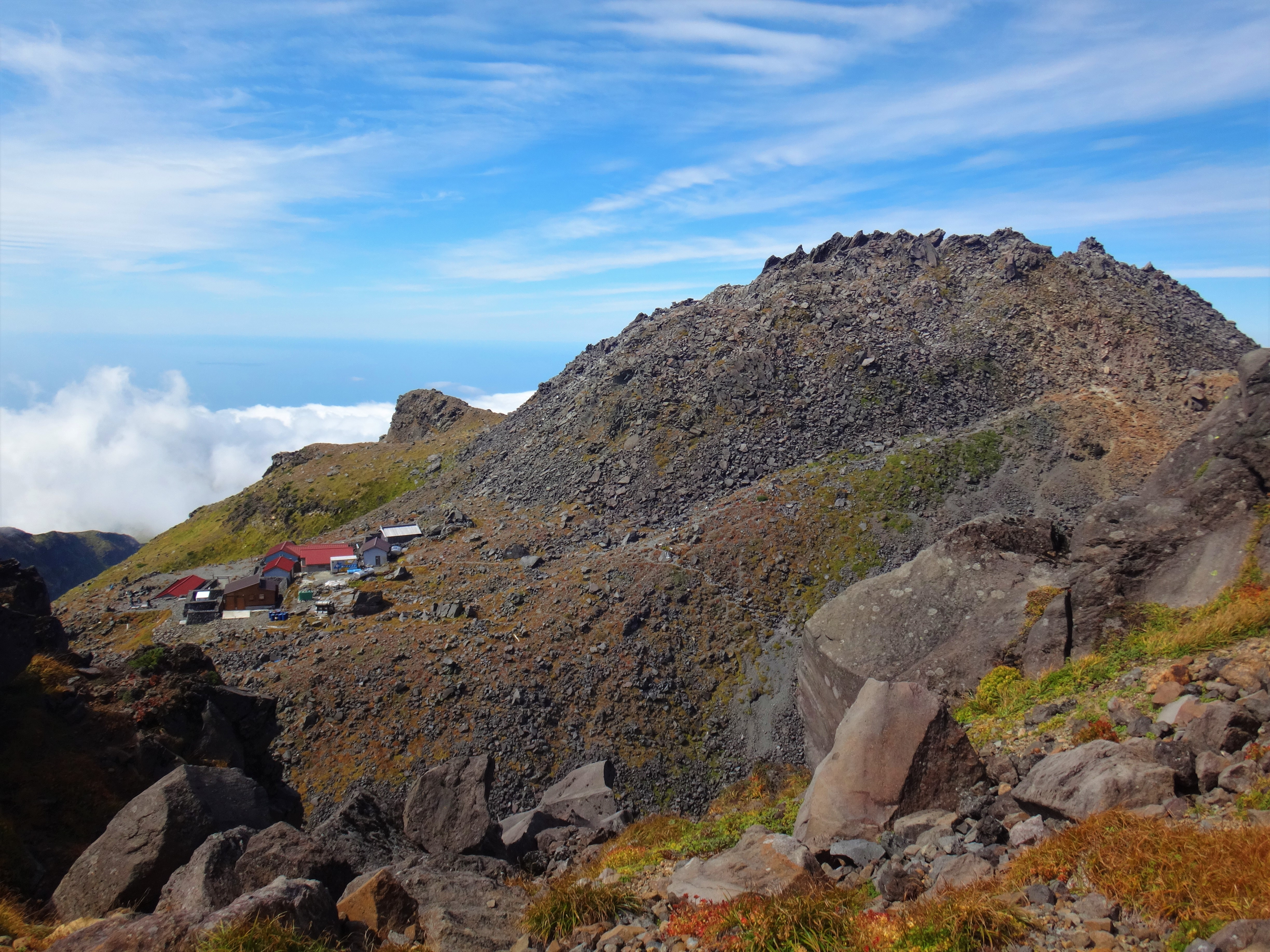
هر زمان که کوه چوکای (راست) فوران می‌کرد، مقام اومونوئیمی نو کامی، خدای معبد اومونوئیمی چوکایسان (چپ) ارتقا می‌یافت.

شینکای (به ژاپنی: 神階 Shinkai)، سیستمی برای رتبه‌بندی کامی در شینتو است. رتبه بالاتر به معنای اعطای زمین‌های بیشتر به معبد و ثروتمندتر و قدرتمندتر شدن آن بود.